# G
Вижте пояснителната страница за други значения на G.
G, g e седмата буква от латинската азбука. На латински и немски език се нарича ге, във френски (а така също по традиция в математиката, физиката и други области) – же, в английски – джи, в испански – хе. Буква G произлиза през 1 век от друга латинска буква – C, която дотогава е обозначавала едновременно два звука: /k/ и /g/. В математиката тази буква се използва най-често за обозначаване центрове в дадени конфигурации, например център на тежестта в триъгълник и др. Да не се бърка с кирилската буква Ԍ. Нейното съответствие на кирилица е буквата „г“.